# 邁季邁阿
邁季邁阿（阿拉伯语：‎）是沙特阿拉伯的城市，位於該國中部，由利雅得省負責管轄，建於1417年，市內有博物館和建於18世紀的泥磚堡壘，2004年人口約45,000。